# St. Petersburg Open 2017
St. Petersburg Open 2017 byl tenisový turnaj pořádaný jako součást mužského okruhu ATP World Tour, který se hrál v aréně Sibur na dvorcích s tvrdým povrchem Portable Rebound Ace. Probíhal mezi 18. až 24. zářím 2017 v severoruském Petrohradu jako dvacátý druhý ročník turnaje.
Turnaj s rozpočtem 1 064 715 dolarů patřil do kategorie ATP World Tour 250. Nejvýše nasazeným hráčem ve dvouhře se stal třináctý tenista světa Roberto Bautista Agut ze Španělska, kterého v semifinále vyřadil Ital Fabio Fognini. Jako poslední přímý účastník do hlavní singlové soutěže nastoupil ruský 98. hráč žebříčku Michail Južnyj.
Premiérový titul na okruhu ATP Tour vybojoval bosenský tenista Damir Džumhur, který se stal historicky  prvním vítězem turnaje tohoto okruhu z Bosny a Hercegoviny. Premiérovou společnou trofej ze čtyřhry túry ATP si odvezla česko-nizozemská dvojice  Roman Jebavý a Matwé Middelkoop. Všichni vítězové se v následném vydání žebříčku ATP posunuli na nová kariérní maxima.

## Rozdělení bodů a finančních odměn

### Rozdělení bodů
| Soutěž  | vítězové | finalisté | semifinalisté | čtvrtfinalisté | 16 v kole | 32 v kole | Q  | Q3 | Q2 | Q1 |
| ------- | -------- | --------- | ------------- | -------------- | --------- | --------- | -- | -- | -- | -- |
| dvouhra | 250      | 150       | 90            | 45             | 20        | 0         | 12 | 6  | 0  | 0  |
| čtyřhra | 250      | 150       | 90            | 45             | 0         | —         | —  | —  | —  | —  |

### Finanční odměny
| Soutěž                              | vítězové | finalisté | semifinalisté | čtvrtfinalisté | 16 v kole | 32 v kole |
| ----------------------------------- | -------- | --------- | ------------- | -------------- | --------- | --------- |
| dvouhra                             | $178 480 | $94 000   | $50 920       | $29 010        | $17 090   | $10 125   |
| čtyřhra                             | $54 220  | $28 505   | $15 450       | $8 840         | $5 175    | —         |
| částka ve čtyřhře je uvedena na pár |          |           |               |                |           |           |

## Dvouhra

### Nasazení hráčů
| Země                         | Hráč                  | ATP | Nasazení |
| ---------------------------- | --------------------- | --- | -------- |
| Španělsko                    | Roberto Bautista Agut | 13. | 1.       |
| Francie                      | Jo-Wilfried Tsonga    | 18. | 2.       |
| Itálie                       | Fabio Fognini         | 29  | 3        |
| Francie                      | Adrian Mannarino      | 31. | 4.       |
| Německo                      | Philipp Kohlschreiber | 34. | 5.       |
| Itálie                       | Paolo Lorenzi         | 38. | 6.       |
| Srbsko                       | Viktor Troicki        | 47. | 7.       |
| Německo                      | Jan-Lennard Struff    | 54. | 8.       |
| Žebříček ATP k 11. září 2017 |                       |     |          |

### Jiné formy účasti na turnaji
Následující hráči obdrželi divokou kartu do hlavní soutěže:
- Jevgenij Donskoj
- Jo-Wilfried Tsonga
- Jevgenij Ťurněv

Následující hráč nastoupil do hlavní soutěže pod žebříčkovou ochranou:
- Ričardas Berankis

Následující hráči postoupili z kvalifikace:
- Liam Broady
- Ernests Gulbis
- Daniel Masur
- John-Patrick Smith

Následující hráč postoupil z kvalifikace jako tzv. šťastný poražený:
- Radu Albot

### Odhlášení
Před začátkem turnaje
- Aljaž Bedene → nahradil jej  Thomas Fabbiano
- Federico Delbonis → nahradil jej  Michail Južnyj
- Kyle Edmund → nahradil jej  Guido Pella
- Leonardo Mayer → nahradil jej  Damir Džumhur
- Gaël Monfils → nahradil jej  Marcos Baghdatis
- Janko Tipsarević → nahradil jej  Ričardas Berankis
- Jiří Veselý → nahradil jej  Radu Albot

v průběhu turnaje
- Philipp Kohlschreiber

## Čtyřhra

### Nasazení párů
| Země                                                                    | Hráč            | Země      | Hráč               | ATP | Nasazení |
| ----------------------------------------------------------------------- | --------------- | --------- | ------------------ | --- | -------- |
| Chile                                                                   | Julio Peralta   | Argentina | Horacio Zeballos   | 69. | 1.       |
| USA                                                                     | Nicholas Monroe | Austrálie | John-Patrick Smith | 85. | 2.       |
| Spojené království                                                      | Dominic Inglot  | Kanada    | Daniel Nestor      | 93. | 3.       |
| Nový Zéland                                                             | Marcus Daniell  | Brazílie  | Marcelo Demoliner  | 96. | 4.       |
| Žebříček ATP k 11. září 2017; číslo je součtem umístění obou členů páru |                 |           |                    |     |          |

### Jiné formy účasti
Následující páry obdržely divokou kartu do hlavní soutěže:
- Jevgenij Donskoj /  Michail Južnyj
- Michail Jelgin /  Alexandr Kudrjavcev

## Přehled finále

### Mužská dvouhra
- Damir Džumhur vs.  Fabio Fognini, 3–6, 6–4, 6–2

### Mužská čtyřhra
- Roman Jebavý /  Matwé Middelkoop vs.  Julio Peralta /  Horacio Zeballos, 6–4, 6–4.